# Żyła sercowa wielka

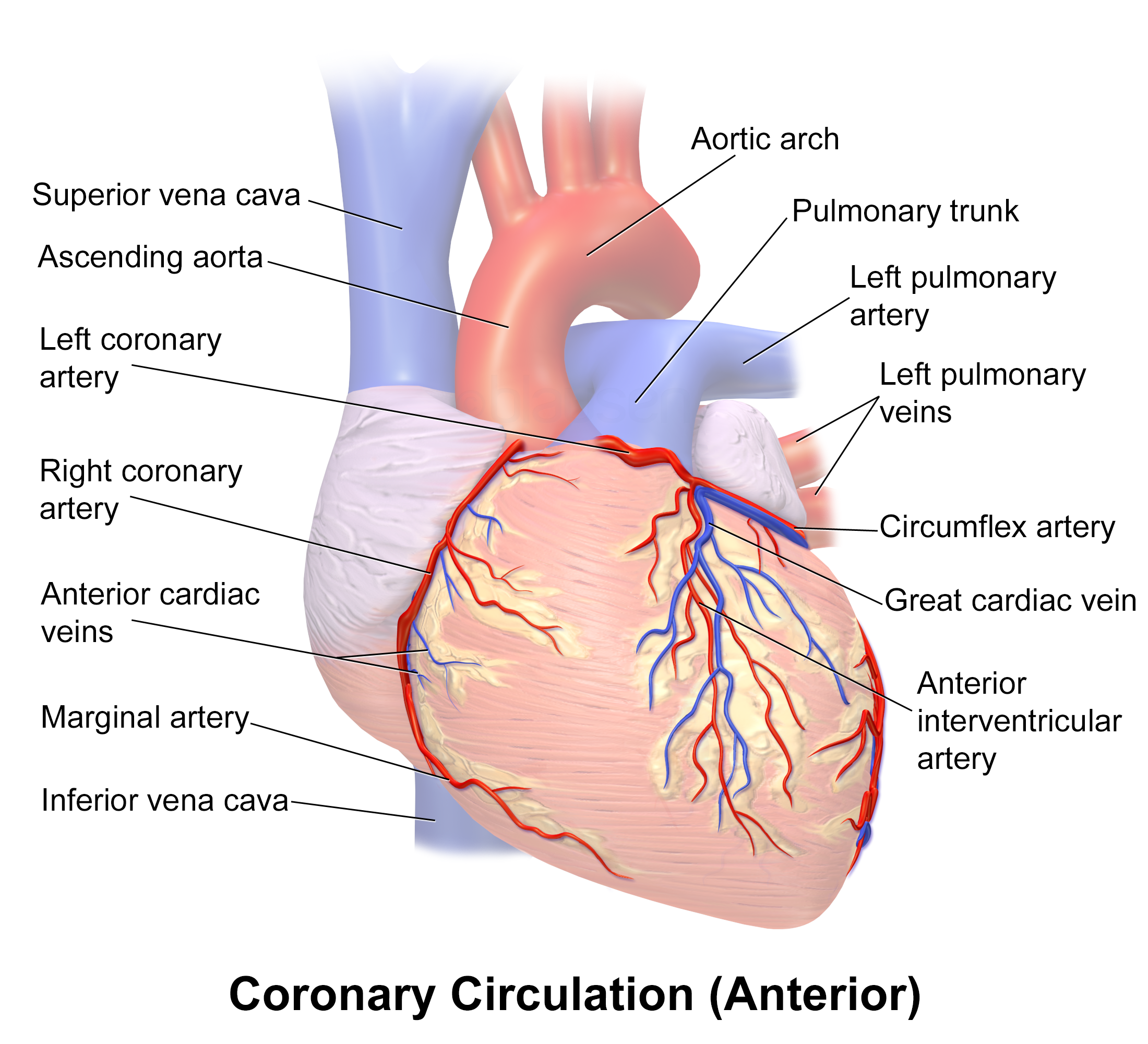
Żyła sercowa wielka podpisana Great cardiac vein.

Żyła sercowa wielka, żyła serca wielka (łac. vena cardiaca magna, vena cordis magna) – w anatomii człowieka żyła serca, zaczynająca się na powierzchni mostkowo-żebrowej, w pobliżu wcięcia koniuszka serca i biegnąca w bruździe międzykomorowej przedniej wspólnie z gałęzią międzykomorową przednią tętnicy wieńcowej lewej. Jej przedłużeniem jest zatoka wieńcowa, poprzez którą uchodzi (tak jak i żyła tylna komory lewej, żyła sercowa średnia, żyła sercowa mała oraz żyła skośna przedsionka lewego) do prawego przedsionka serca. Jej największym dopływem jest żyła brzeżna lewa.
W niektórych wariantach anatomicznych, przy niedrożnej zatoce wieńcowej, może uchodzić do żył śródpiersia, a te z kolei do żył ramienno-głowowych, które łącząc się tworzą żyłę główną górną, uchodzącą do prawego przedsionka serca.